# یایلاسرای (تاش‌اوا)
یایلاسرای (به لاتین: Yaylasaray) یک منطقهٔ مسکونی در ترکیه است که در تاشوا واقع شده‌است.